# Lars von der Lieth
Lars von der Lieth (* 12. April 1940 in Kopenhagen; + 12. April 2012 ebenda) war ein Psychologe. Er beschäftigte sich mit Adoptionen und war Professor an der Universität in Kopenhagen.

## Leben und Wirken
Lars von der Lieth wurde 1940 als Sohn von Eli Arne Sværd Bøgely und Eza von der Lieth geboren. Er hatte eine Schwester.
Seine Frau war Mette von der Lieth (geb. Bjørner, 1946–2012). Das Paar hatte keine Kinder.
Im Herbst 1974 half er Valerie Sutton zusammen mit Jan Enggaard Pedersen sowie Rolf Kuschel und der „Audiologopædisk Forskningsgruppe“ an der Universität Kopenhagen eine Gebärdenschrift (SignWriting) aus ihrer Tanzschrift zu entwickeln.